# Basilio Gil de Bernabé y Sebastián
Basilio Gil de Bernabé y Sebastián (Villarreal, 1717 - Calatayud, 1773) fue un religioso mercedario español.
Fue, sucesivamente, maestro de artes y teología, comendador de Zaragoza, regente de estudios, doctor teólogo, examinador sinodal de Zaragoza, procurador general en Roma, vicario general de Italia, general de la Orden y teólogo del rey.

## Obra
Escribió:
- Tratado en que se descubre los más usados y comunes vicios que se admitían en la oratoria evangélica
- Cartas Pastorales
- Un Panegírico a la memoria de fray Francisco Gilaberto, general de la Orden (Zaragoza, 1752)